# El rey Arturo cabalga de nuevo, más o menos
El rey Arturo cabalga de nuevo, más o menos es una novela escrita por Miguel Ángel Moleón Viana e ilustrada por Tino Gatagán que fue galardonada con el premio El Barco de Vapor de la Fundación SM en 1997.
Es una secuela del ciclo artúrico escrita en clave de humor y en un lenguaje llano y desenfadado, orientando a un público infantil. Como tal, ha sido utilizado frecuentemente como material de lectura escolar.

## Argumento
El centenario rey Arturo es privado de su tranquilo retiro se le aparece una salamandra de fuego que enciende en su corazón la llama de la ilusión prometiéndole que su más profundo y secreto deseo puede ser cumplido por el caldero de Quimpercorentín. Mientras toma conciencia de su deterioro físico y anímico, al anciano héroe se le suman progresivamente compañeros en busca del cumplimiento de sus propios deseos y lo que planeó como una excursión se torna en una alocada serie de aventuras.